# (466921) 2015 XW68
(466921) 2015 XW68 es un asteroide perteneciente al cinturón de asteroides, descubierto el 26 de abril de 2001 por el equipo Spacewatch desde el Observatorio Nacional de Kitt Peak (Arizona, Estados Unidos).